# Euphorbia multifolia
Euphorbia multifolia A.C.White, R.A.Dyer & B.Sloane es una especie fanerógama perteneciente a la familia de las euforbiáceas. Es endémica de Sudáfrica en la Provincia del Cabo.

## Descripción
Es una rara especie suculenta con hojas espatuladas y flores en ciatios. Arbusto perennifolio alcanza un tamaño de 0.1 - 0.15 m de altura a una altitud de - 900 metros.

## Taxonomía
Euphorbia multifolia fue descrita por A.C.White, R.A.Dyer & B.Sloane y publicado en Succ. Euphorb. 1: 271. 1941.
Etimología
Euphorbia: nombre genérico que deriva del médico griego del rey Juba II de Mauritania (52 a 50 a. C. - 23), Euphorbus, en su honor – o en alusión a su gran vientre –  ya que usaba médicamente Euphorbia resinifera. En 1753 Carlos Linneo asignó el nombre a todo el género.
multifolia: epíteto latino que significa "con muchas hojas".